# Nørreby (Nordfyns Kommune)
 For alternative betydninger, se Nørreby (Borre).
Nørreby er en lille landsby på Nordfyn, som ligger i Klinte Sogn. Den har under 200 indbyggere.
Byen indeholder en Brugs, mekaniker, forsamlingshus, skole og fodboldklub.

## Klinte Grindløse FC
Klinte Grindløse FC er hjemmehørende på Klinteskolen, hvor deres fodboldbane også er.

## Klinte skole
Klinte skole havde fra 0. klasse til og med 7. klasse. Skolen havde 127 elever fordelt på 8 klasser. Klinteskolen afløste den tidligere Nørreby skole som var grundlagt i 1741. Skolen lukkede sommeren 2012, men genåbnede som friskole i sommeren 2014 under navnet Klinte Natur- og Idræts Friskole . 